# Лавлок (Невада)
Лавлок (енгл. Lovelock) град је у америчкој савезној држави Невада.

## Демографија
По попису из 2010. године број становника је 1.894, што је 109 (-5,4%) становника мање него 2000. године.
| Група             | 2000.         | 2010.         |
| Белци             | 1.314 (65,6%) | 1.201 (63,4%) |
| Афроамериканци    | 16 (0,8%)     | 6 (0,3%)      |
| Азијати           | 14 (0,7%)     | 26 (1,4%)     |
| Хиспаноамериканци | 485 (24,2%)   | 480 (25,3%)   |
| Укупно            | 2.003         | 1.894         |